# Krivina (distrikt i Bulgarien, Oblast Sofija grad)
Krivina (bulgariska: Кривина) är ett distrikt i Bulgarien.   Det ligger i kommunen Stolitjna Obsjtina och regionen Sofija-grad, i den västra delen av landet, 12 km öster om huvudstaden Sofia.
Trakten runt Krivina består till största delen av jordbruksmark. Runt Krivina är det ganska tätbefolkat, med 100 invånare per kvadratkilometer.